# Dysphania buruensis
Dysphania buruensis är en fjärilsart som beskrevs av Louis Beethoven Prout 1916. Dysphania buruensis ingår i släktet Dysphania och familjen mätare. Inga underarter finns listade i Catalogue of Life.